# 7ª Brigata corazzata "Saar mi-Golan"
La 7ª Brigata corazzata "Saar mi-Golan" (Tempesta dal Golan) è un'unità corazzata che fa parte delle Corpo corazzato israeliano inquadrata nella 36ª Divisione Corazzata "Gaash" del Comando settentrionale, creata durante la guerra arabo-israeliana del 1948. La Brigata ha partecipato anche alla guerra dei sei giorni ed alla guerra dello Yom Kippur. Nella battaglia di Latrun la Brigata Alexandroni e la 7ª hanno sofferto assieme 139 perdite. Nella guerra dei sei giorni era sotto il comando del colonnello Shmuel Gonen.
Nella guerra del 1948 la Brigata era organizzata in maggioranza su carri Sherman americani e reparti di fanteria meccanizzata. All'inizio aveva anche unità di artiglieria. Nel 1960 la 7ª Brigata corazzata venne equipaggiata con i nuovi (per quei tempi) carri britannici Centurion, modificati in Israele. I Centurion vennero gradualmente sostituiti negli anni Settanta e Ottanta dai Merkava nella versione iniziale.
La 7ª Brigata ha anche fatto parte del Comando Meridionale; partecipando alla Guerra dei Sei giorni, inquadrata nella divisione corazzata del generale Israel Tal che effettuò lo sfondamento decisivo lungo la costa del Sinai. Il suo comandante nella guerra dei sei giorni era il colonnello Shmuel Gonen. Alla vigilia della guerra del Kippur era invece schierata sulle Alture del Golan e dovette fronteggiare, in grave inferiorità numerica, l'attacco iniziale delle forze corazzate siriane. La brigata, guidata con grande abilità del colonnello Avigdor Ben-Gal, combatté strenuamente per rallentare l'avanzata nemica e guadagnare tempo in attesa dei rinforzi. I mezzi corazzati della brigata inflissero pesanti perdite alle forze siriane, e riuscirono a difendere il settore nord delle alture del Golan fino all'intervento delle riserve israeliane.
Dopo la guerra, la 7ª Brigata è rimasta sul fronte settentrionale come parte della 36ª Divisione corazzata "Gaash".

## Ordine di battaglia: 7ª Brigata corazzataSaar mi-Golan
- 75º Battaglione corazzato Romach- (su Merkava MkII)
- 77º Battaglione corazzato Oz- (su Merkava MkII)
- 82º Battaglione corazzato Gaash- (su Merkava MkII)
- 603º Battaglione genio corazzato Lahav
- 7ª Compagnia da ricognizione corazzata
- Compagnia ATGM